# 金載煥
金載煥（KIM Jae Hwan，1996年8月13日—）是韓国男子羽毛球運動員。

## 簡歷
2012年10月，金載煥代表韓國國家隊參加在日本千葉縣舉行的世界青年羽毛球錦標賽，贏得混合團體項目銅牌。
2016年12月，金載煥分别与高成炫和金昭映搭檔出戰韓國羽毛球大師賽的男雙與混雙賽事。在混双第二轮中，以1比2（9-21、21-19、16-21）不敌队友高成炫/金荷娜。而男双四强中，以2比0（21-16、21-16）淘汰了赛会6号种子中華台北的盧敬堯/楊博涵取胜。决赛中再以2比0（21-19、21-18）力克赛会第1号种子同样来自中華台北的李哲輝/李洋，首次赢得大奖赛男双冠军。
2017年7月，金載煥与新搭档催率圭出戰美國羽毛球黃金大獎賽。首圈，以2比0 （21-11、21-14）横扫赛会8号种子、爱尔兰的乔舒亚·马吉/山姆·马吉。次圈，恶战三局以2比1 （13-21、21-13、21-12）力克荷兰的耶勒·马斯/罗宾·塔博林。八强中，以2比0 （21-17、22-20）击败了日本的權藤公平/渡邊達哉。四强中，面对赛会2号种子、日本强档的井上拓斗/金子祐樹，以0比2（22-24、19-21）败于对手。
2017年8月，金載煥代表韓国出戰在中華民國臺北市舉行的世界大學生運動會羽毛球比賽，贏得男雙金牌。
2018年6月，金載煥与鄭在旭出战美國羽毛球公開賽，在男双準决赛以0比2（16-21、18-21）不敌中国的欧烜屹/任翔宇。同年10月，他代表韩国参加马来西亚吉隆坡，在率先进行的团体赛，助韩国队赢得混团季军；此外，还与搭档金熙太的男双决赛以0比2（7-21、18-21）不敌赛会6号种子、马来西亚强档的努·穆罕默德·阿茲林·阿尤布/劉雋程，赢得亚军。同期10月，他与朴炅熏出战印尼羽毛球國際挑戰賽，在男双準决赛以0比2（19-21、23-25）不敌赛会2号种子、印尼强档的萨巴尔·卡里亚曼·古塔马/弗兰基·维加亚·普特拉。

## 主要比賽成績
只列出曾進入準決賽的國際賽事成績：
| 年份   | 賽事                     | 公開賽級別 | 項目     | 搭檔        | 成績   |
| ------ | ------------------------ | ---------- | -------- | ----------- | ------ |
| 2012年 | 世界青年羽毛球錦標賽     | 其他       | 混合團體 | －          | 季軍   |
| 2013年 | 亞洲青年羽毛球錦標賽     | 其他       | 混合團體 | －          | 亞軍   |
| 2013年 | 世界青年羽毛球錦標賽     | 其他       | 混合團體 | －          | 冠軍   |
| 2014年 | 亞洲青年羽毛球錦標賽     | 其他       | 混合團體 | －          | 亞軍   |
| 2014年 | 亞洲青年羽毛球錦標賽     | 其他       | 男子雙打 | 金鄭護      | 亞軍   |
| 2014年 | 亞洲青年羽毛球錦標賽     | 其他       | 混合雙打 | 金慧貞      | 準決賽 |
| 2014年 | 世界青年羽毛球錦標賽     | 其他       | 男子雙打 | 金鄭護      | 季軍   |
| 2016年 | 亞洲羽毛球團體錦標賽     | 其他       | 男子團體 | －          | 季軍   |
| 2016年 | 世界大學生羽毛球錦標賽   | 其他       | 混合團體 | －          | 季軍   |
| 2016年 | 世界大學生羽毛球錦標賽   | 其他       | 男子雙打 | 催率圭      | 冠軍   |
| 2016年 | 韓國羽毛球大師賽         | 大獎賽     | 男子雙打 | 高成炫      | 冠軍   |
| 2017年 | 亞洲羽毛球混合團體錦標賽 | 其他       | 混合團體 | －          | 亞軍   |
| 2017年 | 美國羽毛球黃金大獎賽     | 黃金大獎賽 | 男子雙打 | 催率圭      | 準決賽 |
| 2017年 | 世界大學運動會羽毛球比賽 | 其他       | 男子雙打 | 徐承宰      | 金牌   |
| 2018年 | 美國羽毛球公開賽         | 超級300賽  | 男子雙打 | 鄭在旭      | 準決賽 |
| 2018年 | 世界大學生羽毛球錦標賽   | 其他       | 混合團體 | －          | 季軍   |
| 2018年 | 世界大學生羽毛球錦標賽   | 其他       | 男子雙打 | 金熙太      | 亞軍   |
| 2018年 | 印尼羽毛球國際挑戰賽     | 國際挑戰賽 | 男子雙打 | 朴炅熏      | 準決賽 |
| 2019年 | 大阪羽毛球國際挑戰賽     | 國際挑戰賽 | 男子雙打 | 姜敏赫      | 亞軍   |
| 2019年 | 越南羽毛球國際挑戰賽     | 國際挑戰賽 | 男子雙打 | 姜敏赫      | 亞軍   |
| 2019年 | 蒙古國羽毛球國際賽       | 國際挑戰賽 | 男子雙打 | 姜敏赫      | 亞軍   |
| 2019年 | 海得拉巴羽毛球公開賽     | 超級100賽  | 男子雙打 | 姜敏赫      | 準決賽 |
| 2019年 | 印尼羽毛球國際挑戰賽     | 國際挑戰賽 | 男子雙打 | 姜敏赫      | 冠軍   |
| 2022年 | 亞洲羽毛球團體錦標賽     | 其他       | 男子團體 | －          | 季軍   |
| 2022年 | 意大利羽毛球國際賽       | 國際挑戰賽 | 男子雙打 | Yoon Dae Il | 冠軍   |
| 2023年 | 印尼泗水羽毛球國際挑戰賽 | 國際挑戰賽 | 男子雙打 | 奇东柱      | 亞軍   |

| 2007-2017年 | 首要超級賽 | 超級賽 | 黃金大獎賽 | 大獎賽 | 國際挑戰賽 | 國際系列賽 | 未來系列賽 | 其他 |

| 2018-2026年 | 總決賽 | 超級1000賽 | 超級750賽 | 超級500賽 | 超級300賽 | 超級100賽 | 國際挑戰賽 | 國際系列賽 | 未來系列賽 | 其他 |

### 奧運會和世錦賽參賽紀錄
|          | 搭檔   | 2022 |
| -------- | ------ | ---- |
| 男子雙打 | 姜敏赫 | 64強 |